# 나포사키
나포사키 또는 나포수사사키(Pithecia napensis)는 신세계원숭이에 속하는 사키원숭이의 일종이다. 분포 지역은 에콰도르 동부 지역 일부와 페루 북부 지역이다. 학명과 일반명은 현지의 나포강에서 유래했다. 뢴버그(Einar Lönnberg)가 수사사키의 아종(Pithecia monachus napensis)으로 처음 기술했으며, 제프로이수사사키(P. monachus monachus)의 이명으로 취급되기도 했다. 1987년 허쉬코비츠(Hershkovitz)가 수사사키에 속하는 종으로 유지했지만, 2014년 별도의 종으로 승격되었다.